# Botswana ved sommer-OL 2004
Botswana deltog ved Sommer-OL 2004 i Athen som blev arrangeret i perioden 13. august til 29. august 2008. Landet vandt ingen medaljer.

## Medaljer
| 2004 Athen | Guld | Sølv | Bronze | Total |
| Botswana   | 0    | 0    | 0      | 0     |